# کوداکواش باسوپو
کوداکواش باسوپو (انگلیسی: Kudakwashe Basopo؛ زادهٔ ۱۸ ژوئیهٔ ۱۹۹۰) یک فوتبالیست اهل زیمبابوه است.
وی که بازیکن تیم ملی فوتبال بانوان زیمبابوه است به نمایندگی از این کشور در رقابت‌های فوتبال بانوان در بازی‌های المپیک تابستانی ۲۰۱۶ حضور داشت. در ۳ اوت ۲۰۱۶ وی اولین گل این کشور در تاریخ المپیک را در برابر تیم ملی آلمان به ثمر رساند.